# Mladen Vasilev

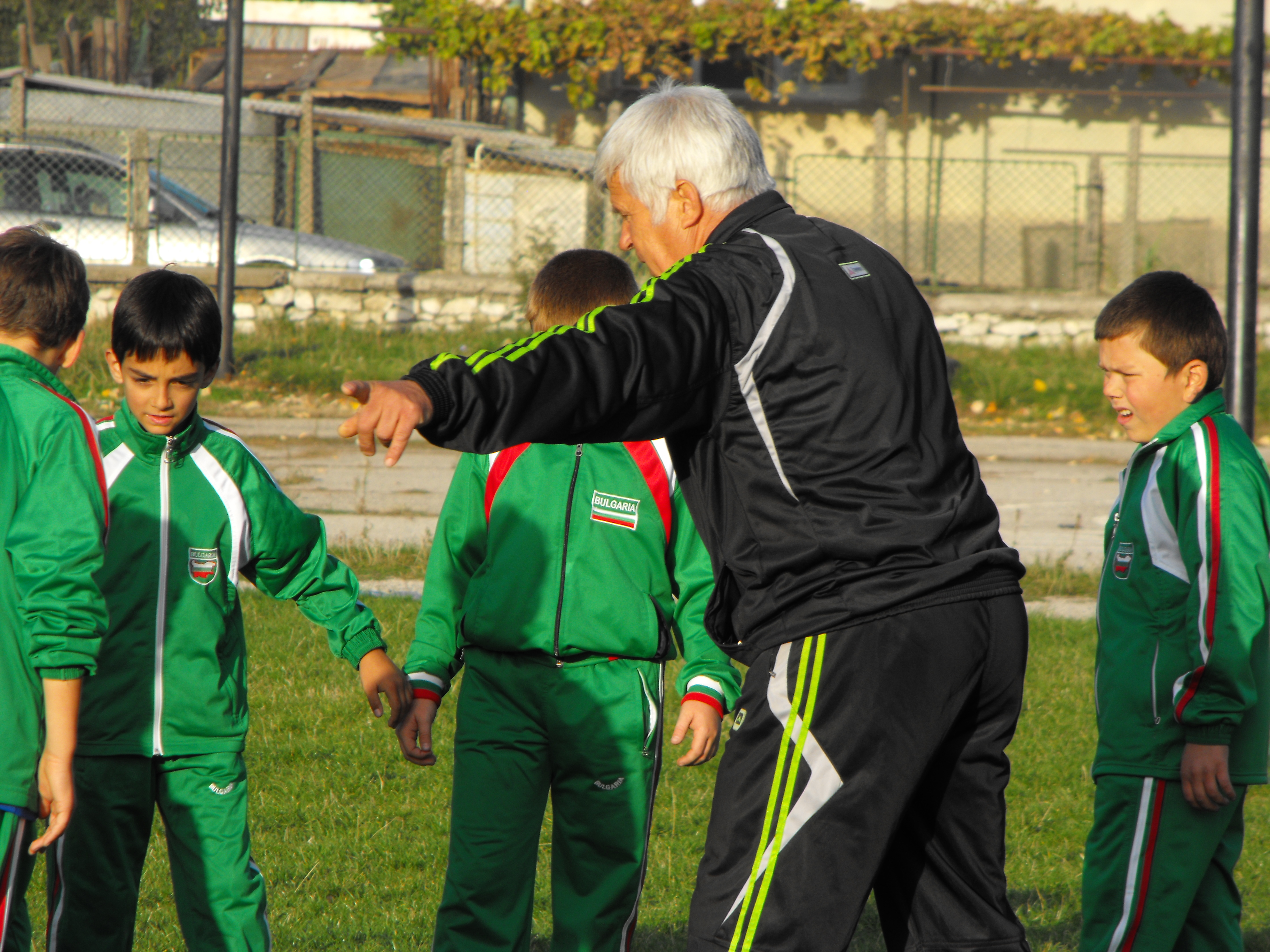
Mladen Vasilev à l'entraînement

Mladen Vasilev, né le 29 juillet 1947 à Slivnitsa (Bulgarie), est un footballeur bulgare. 
Vasilev porte le maillot du club de sa ville natale, le Slivnishki Geroi de 1965 à 1968. Il rejoint ensuite le PFK Levski Sofia pour une saison avant de finir sa carrière à l'Akademik Sofia de 1969 à 1977.
Il dispute avec l'équipe de Bulgarie de football la Coupe du monde 1974 en Allemagne de l'Ouest.
Il est actuellement entraîneur d'équipes de jeunes et professeur de sport.